# Meganira
Meganira (in greco antico: Μεγάνειρα?, Megáneira) è un personaggio della mitologia greca. Fu principessa d'Eleusi.

## Genealogia
Figlia di Crocone, fu secondo una versione sposa di Arcade e madre di Afeida ed Elato.

## Mitologia
Su chi fosse la moglie di Arcade i mitografi sono in disaccordo, alcuni affermano che fosse Leanira (a volte chiamata Laodamia), altri che fosse una ninfa, chiamata Crisopelea.
Anche sul numero dei figli del marito non ci sono fonti comuni ma sono solo due quelli e lei attribuiti.